# Victor Griffuelhes

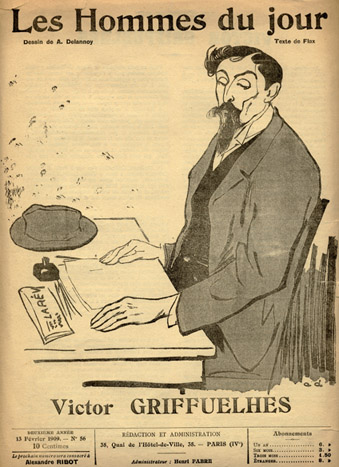
Les Hommes du jour, n°56, 13 février 1909. Dessin d'Aristide Delannoy, texte de Flax.

Victor Griffuelhes, né à Nérac (Lot-et-Garonne) le 14 mars 1874 et mort le 30 juin 1922  à Saclas (Seine-et-Oise), est un ouvrier cordonnier et un militant syndicaliste révolutionnaire.
Il est le cinquième secrétaire général de la Confédération générale du travail (CGT) de 1901 à 1909.

## Biographie
Élève au petit séminaire de Nérac jusqu'à quatorze ans, Victor Griffuelhes travaille avec son père jusqu'à ses dix-sept ans. En 1891, il se rend à Bordeaux, à Nantes, à Blois puis Tours. En 1893, il arrive à Paris. Ouvrier cordonnier, il fabrique des chaussures de luxe pour les bottiers du quartier de l'Élysée. En 1899, il est délégué à l'union syndicale de la Seine dont il devient rapidement secrétaire. En 1900, il est élu secrétaire de la Fédération des cuirs et peaux de la CGT.
Le 26 novembre 1901, Griffuelhes devient secrétaire général de la CGT. À sa démission le 2 février 1909, la CGT sera devenue la principale et la plus prestigieuse force du mouvement ouvrier en France, dotée d’une stratégie cohérente et d’une assise solide. Griffuelhes aura été un des principaux artisans de cette ascension, son travail d’organisation se doublant d’un effort de théorisation du syndicalisme révolutionnaire. Il a rédigé avec Émile Pouget la charte d'Amiens, adoptée par la CGT en 1906.
Alors que ses premiers choix politiques sont du côté des socialistes blanquistes, Griffuelhes acquiert progressivement la conviction de la nullité du parlementarisme pour émanciper la classe ouvrière. Il se donne alors entièrement à la CGT naissante. Quelques années plus tard, sa personnalité se confond entièrement avec la confédération.
À la suite de son expulsion de la Bourse du travail par le gouvernement en 1905, la CGT s'installe rue de la Grange-aux-Belles (10e arrondissement de Paris) grâce à un prêt de 90 000 francs. La loi prohibant à la confédération d'être propriétaire d'un bien immobilier, le siège est acquis par la « société Victor Griffuelhes et compagnie ». Certains militants rejetant cette personnalisation du siège du syndicat et le secrétaire général étant impliqué dans une autre affaire pour laquelle il dut prélever des fonds que la CGT destinait à d'autres fins, Griffuelhes se retrouve en prison, le gouvernement Briand cherchant à obtenir l'éviction du secrétaire général de la CGT. Le ministre de l’Intérieur Georges Clemenceau sut jouer des inimitiés qu’il s’était créées au bureau confédéral pour contribuer à le faire chuter. En 1908, il est arrêté avec 30 autres cadres cégétistes à la suite de la grève de Draveil-Villeneuve-Saint-Georges, et ne peut donc participer au congrès de Marseille en octobre 1908, au cours duquel la confédération entérine une motion antimilitariste. C'est le Préfet de Police de la Seine, Louis Lépine, qui procède personnellement à son arrestation. Griffuelhes choisit de démissionner en février 1909.
Il participe alors à la revue La Vie Ouvrière, tribune de la tendance syndicaliste révolutionnaire fondée par Pierre Monatte et, après la guerre, et avoir soutenu brièvement les communistes, il appuie l’action des syndicalistes révolutionnaires au sein des Comités syndicalistes révolutionnaires (CSR).

## Citation
« À cette théorie [la conception guesdiste de l'action des syndicats], nous opposons la nôtre : adversaires de l'État et de toutes ses institutions au point de vue politique, adversaires de l'État et de toutes ses institutions au point de vue syndical,. »

## Publications
- « Romantisme révolutionnaire », L'Action directe, no 15, 23 avril 1908[5]
- L'Action syndicaliste, Bibliothèque du mouvement socialiste, IV, Librairie des sciences politiques et sociales, Paris, Marcel Rivière, 1908, texte intégral
- « Le syndicalisme révolutionnaire », La Publication sociale, coll. Bibliothèque d'études syndicalistes, no 1, 1909[6]
- « De 1899 à 1909 : la leçon du passé », La Vie ouvrière, no 1, 5 octobre 1909[7]
- À propos d'un livre (Comment nous ferons la Révolution, par Pataud et Pouget), La Vie ouvrière, no 5, 5 décembre 1909, texte intégral
- Voyage révolutionnaire : impressions d'un propagandiste, M. Rivière (Paris), 1911.
- Avec Louis Mercier-Vega, Anarcho-syndicalisme et syndicalisme révolutionnaire, Éditions Spartacus, Paris, 1978

## Rues et monuments
Une rue de Boulogne-Billancourt porte son nom.